# Eugenysa
Eugenysa es un género de escarabajos  de la familia Chrysomelidae. En 1837 Chevrolat describió el género. Contiene las siguientes especies:
- Eugenysa grossa (Linnaeus, 1758)
- Eugenysa jasinskii Borowiec & Dabrowska, 1997
- Eugenysa martae Borowiec, 1987
- Eugenysa unicolor Borowiec & Dabrowska, 1997